# Герб Мінської області

герб Мінської області

Герб Мінської області — офіційний геральдичний символ Мінської області Білорусі. Затверджений указом президента Білорусі від 22 листопада 2007 року № 595.
Герб Мінської області являє собою французький щит, у золотому полі якого три блакитних хвилеподібних пояси. У верхній правій частині щита — зображення герба міста Мінська. Герб вінчає велика золота корона з п'ятьома зубцями, знизу його обрамляють дві золоті дубові гілки, повиті й з'єднані блакитною орденською стрічкою.